# محمدآباد گلشن
محمدآباد گلشن، روستایی از توابع بخش یزدان آباد شهرستان زرند در استان کرمان ایران است.
توسط حاج محمد نظریان قبل از سال ١٣٠٠ هجرى خورشيدى با حفر ٣ رشته قنات آباد گرديد،در تاريخ ٢٣/٤/١٣٢٣ نقشه بردارى و به نام ايشان در اداره ثبت اسنادواملاك كشوربه ثبت رسيد و بالغ بر ٤٥٠ هکتار آن در زیر کشت پسته است

## جمعیت
این روستا در دهستان یزدان آباد قرار دارد و براساس سرشماری مرکز آمار ایران در سال ۱۳۸۵، جمعیت آن ۲۴ نفر (۸خانوار) بوده‌است.